# Pearl (film, 2016)
Pour les articles homonymes, voir Pearl.
Pour plus de détails, voir Fiche technique et Distribution.
Pearl est un film américain réalisé par Patrick Osborne, sorti en 2016. Il s'agit du premier film conçu pour la réalité virtuelle nommé aux Oscars.

## Synopsis
Dans l'habitacle d'une voiture, un père et sa fille sillonne les routes. La petite fille, Sara, apprend la musique.

## Fiche technique
- Titre : Pearl
- Réalisation : Patrick Osborne
- Montage : Stevan Riley
- Production : David Eisenmann
- Société de production : Google Spotlight Stories et Evil Eye Pictures
- Société de distribution : Google Spotlight Stories (États-Unis)
- Pays de production :  États-Unis
- Genre : Animation et film musical
- Durée : 6 minutes
- Date de sortie : 
  - États-Unis : 5 mai 2016

## Distribution
- Nicki Bluhm : Sara
- Kelley Stoltz : le père
- Emma Grace Eisenmann
- Emerson Rose Orr
- Elizabeth Scott
- Jamey Scott
- Silver Wiesler

## Distinctions
Le film a reçu de nombreux prix et a été nommé à l'Oscar du meilleur court métrage d'animation.